# Gurtis
Gurtis ist eine Ortschaft in der Marktgemeinde Nenzing im Bezirk Bludenz in Vorarlberg. Gurtis hat 310 Einwohner (Stand 1. Jänner 2025).

## Name
Der Name Gurtis soll von Curtis / Curtinus für Hof bzw. Hofen bzw. Hofstatt abgeleitet sein. Dies soll auf einen Herrschaftshof in Gurtis im Frühmittelalter hinweisen.

## Geschichte
Der genaue Beginn der Besiedelung von Gurtis ist ungewiss. Im Frühmittelalter soll hier jedenfalls ein Herrschaftshof gestanden haben. Es wird vermutet, dass auch ein Nonnenhof, der unter Umständen zum Kloster Valduna gehörte, vorhanden war. Durch die Besiedelung bisher ungenutzter Flächen im Rheintal und Walgau durch Walser im 14. und 15. Jahrhundert kam es zu einem wirtschaftlichen Aufschwung. Die Bevölkerung aus Walsern dominierte damals Gurtis. Sie sprachen deutsch, im Gegensatz zur Talbevölkerung, die noch lange rätoromanisch sprach.
Eine eigene Schule besteht in Gurtis seit mehr als 200 Jahren.
Heute dominiert in Gurtis landwirtschaftliche Infrastruktur und der Fremdenverkehr.

## Geografie
Gurtis liegt auf 900 Metern Seehöhe. Gurtis liegt geographisch in einer nach Westen und Norden geschützten abfallenden Mulde. Dadurch ist ein relativ mildes Kleinklima vorhanden.       Der Berg Gurtisspitze ist vom Ort aus sichtbar.

## Kultur und Sehenswürdigkeiten

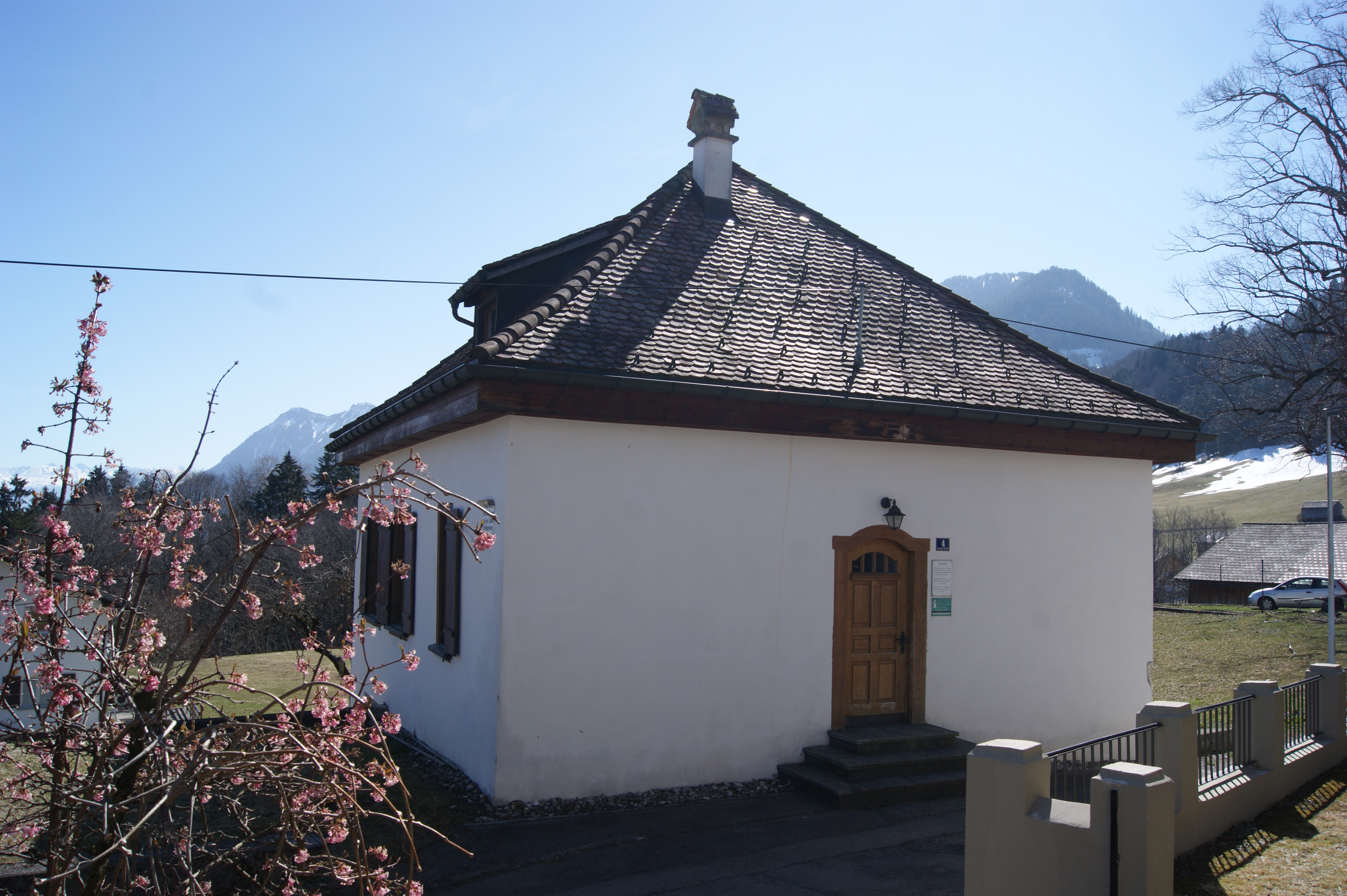
Kaplanstöckl

- Katholische Kuratienkirche Gurtis Mariä Heimsuchung
- Kaplanstöckl
- Themen-Wanderweg um den Ort mit Skulpturen und Installationen der Kunstschaffenden aus der Region

## Tourismus
Insgesamt gibt es vier Kilometer Skipiste im Skigebiet Gurtis, das aber mit dem Schlepplift Bazora verbunden ist, wo nochmal ein Kilometer Piste hinzukommt.
- Pultlift, ein Tellerlift
- Latzerlift, ebenfalls ein Tellerlift
- Kinderland